# Micropsitta
Micropsitta Lesson, 1831 è un genere di uccelli della famiglia degli Psittaculidi.

## Descrizione
I pappagalli appartenenti a questo genere sono i più piccoli rappresentanti dell'ordine degli Psittaciformi, misurando circa 8 centimetri di lunghezza. Il colore generale del corpo è il verde, con chiazze marroni, gialle, rosse o blu soprattutto sulla testa e sulla coda, che variano in base al sesso e alla specie. Sono dotati di zampe grandi e robuste adatte ad arrampicarsi sui tronchi degli alberi.

## Distribuzione e habitat
Vivono nelle foreste della Nuova Guinea e delle isole vicine.

## Tassonomia
Il genere Micropsitta comprende le seguenti specie:
- Micropsitta keiensis (Salvadori, 1876) - pappagallo pigmeo capogiallo
- Micropsitta geelvinkiana (Schlegel, 1871) - pappagallo pigmeo di Geelvink
- Micropsitta pusio (P.L.Sclater, 1866) - pappagallo pigmeo facciacamoscio
- Micropsitta meeki Rothschild & Hartert, 1914 - pappagallo pigmeo di Meek
- Micropsitta finschii (E.P.Ramsay, 1881) - pappagallo pigmeo di Finsch
- Micropsitta bruijnii (Salvadori, 1875) - pappagallo pigmeo pettorosso